# Contessa Entellina Chardonnay
Il Contessa Entellina Chardonnay è un vino DOC la cui produzione è consentita nel comune di Contessa Entellina nella città metropolitana di Palermo.

## Vitigni con cui è consentito produrlo
- Chardonnay minimo 85%
- Altri vitigni a bacca bianca, raccomandati e/o autorizzati per la città metropolitana di Palermo, da soli o congiuntamente sino ad un massimo del 15%.

## Caratteristiche organolettiche
- colore: giallo paglierino più o meno intenso;
- profumo: delicato, fruttato, caratteristico;
- sapore: secco, pieno, armonico;

## Produzione
Provincia, stagione, volume in ettolitri
- Palermo  (1996/97)  436,84